# Gryllotalpa gryllotalpa
Pour les articles homonymes, voir Taupe (homonymie) et Courtille.
Courtilière
Espèce
Gryllotalpa gryllotalpa, la courtilière commune, ou taupette  ou simplement Courtilière (Gryllotalpa gryllotalpa) est une espèce d'insectes orthoptères de la famille des Gryllotalpidae, originaire d'Europe de l'Ouest.
C'est un insecte fouisseur relativement gros vivant en milieu relativement humide, de la tourbière au potager humide ou encore dans les marais, prairies humides, schorres, polders, etc. L'insecte ne contourne pas les obstacles végétaux, il préfère les découper. Le nom français « courtilière » dérive de « courtil », petit jardin en ancien français. Quant au nom « taupette », il dérive de la « taupe », un mammifère terrestre. Le nom Gryllotalpa vient lui du latin gryllus (« grillons ») et talpa (« taupe »), reflétant un de ses noms vernaculaires, le « taupe-grillon ».

## Description

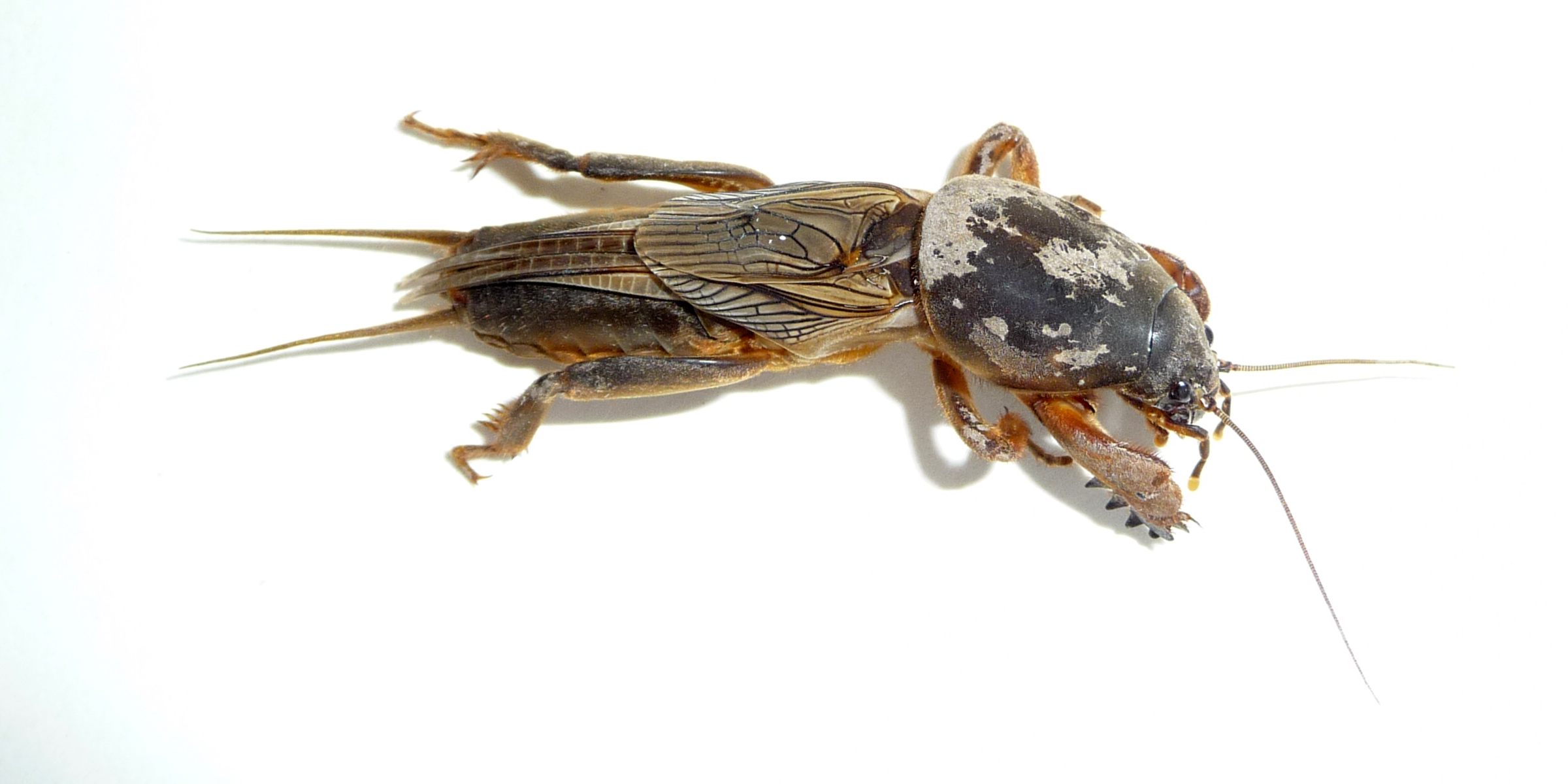
Gryllotalpa gryllotalpa.
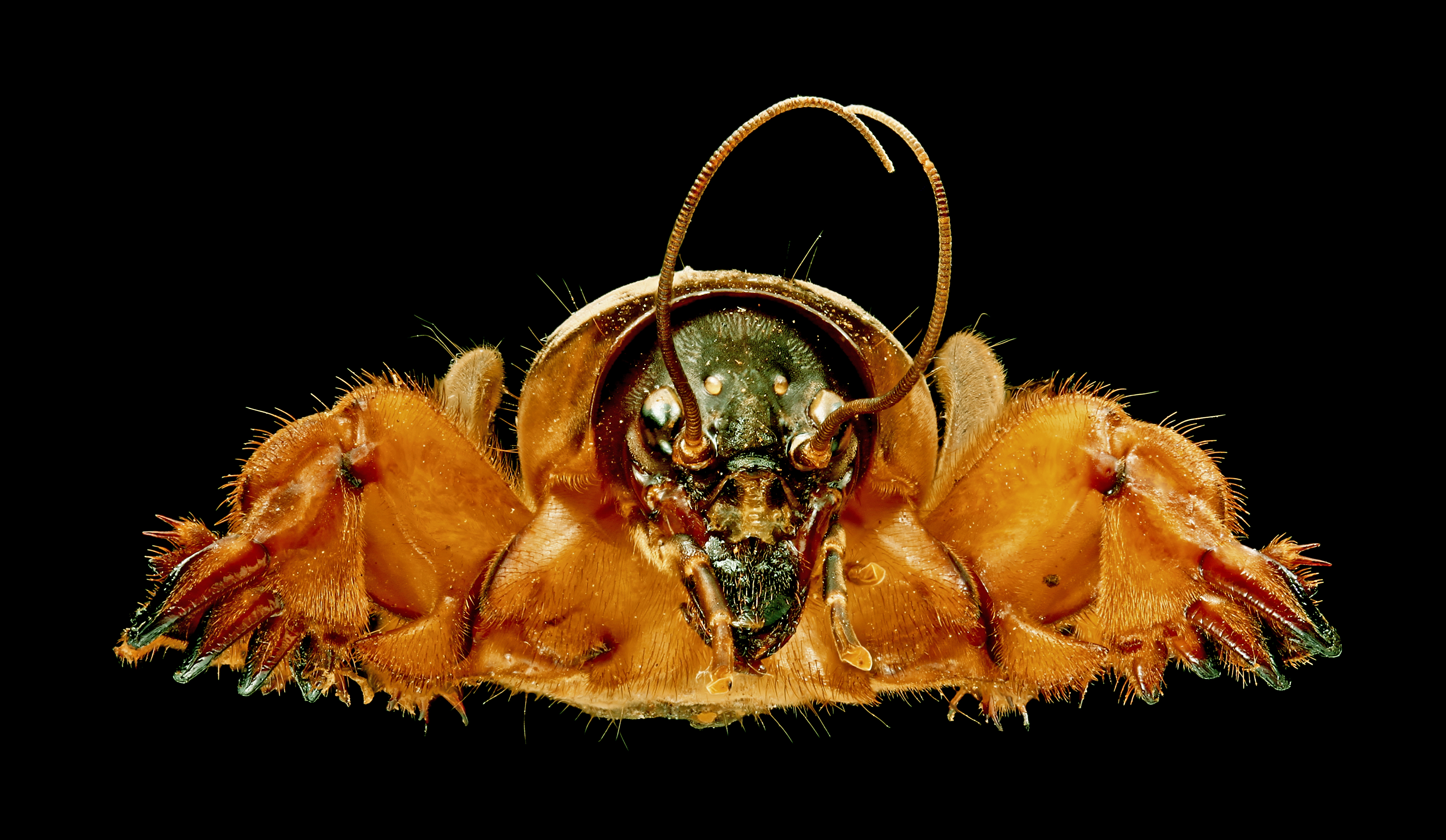
Vue de face.
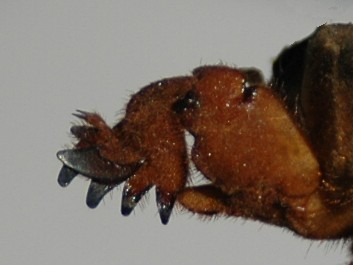
Détail de la patte fouisseuse gauche.

L'insecte adulte mesure en moyenne 5 cm et peut atteindre plus de 10 cm de long. Le corps massif, robuste, est duveteux, brun dessus, plus clair, roussâtre, dessous. La tête porte des pièces buccales broyeuses puissantes, deux longues antennes filiformes et deux yeux noirs.
Le prothorax, globuleux est épais et résistant. Les pattes antérieures, fortes, sont adaptées au fouissage. Les ailes développées, transparentes, dépassent l'abdomen au repos. Elles permettent à l'insecte de voler, malgré sa conformation particulière. L'abdomen, formé de dix segments, porte deux appendices, ou cerques, effilés. Les élytres assez courts n'ont qu'un rôle protecteur.

## Biologie
La courtilière vit dans les sols meubles, légers et frais : jardins, pépinières, prairies. Elle a un régime alimentaire omnivore, s'attaquant aux racines et tubercules, mais dévorant aussi vers de terre et larves diverses du sol.
Son mode de vie nocturne la rend très discrète.
Le cycle de reproduction dure deux ans. La femelle pond 200 à 300 œufs dans une galerie profonde (20 à 40 cm). Les jeunes, qui ont le même aspect que les adultes, mais n'ont pas d'ailes, subissent deux mues avant l'hibernation. Vers le mois d'avril, l'année suivante, les larves reprennent leur activité et deviennent adultes après trois mues encore. Les adultes se reproduisent au printemps suivant.

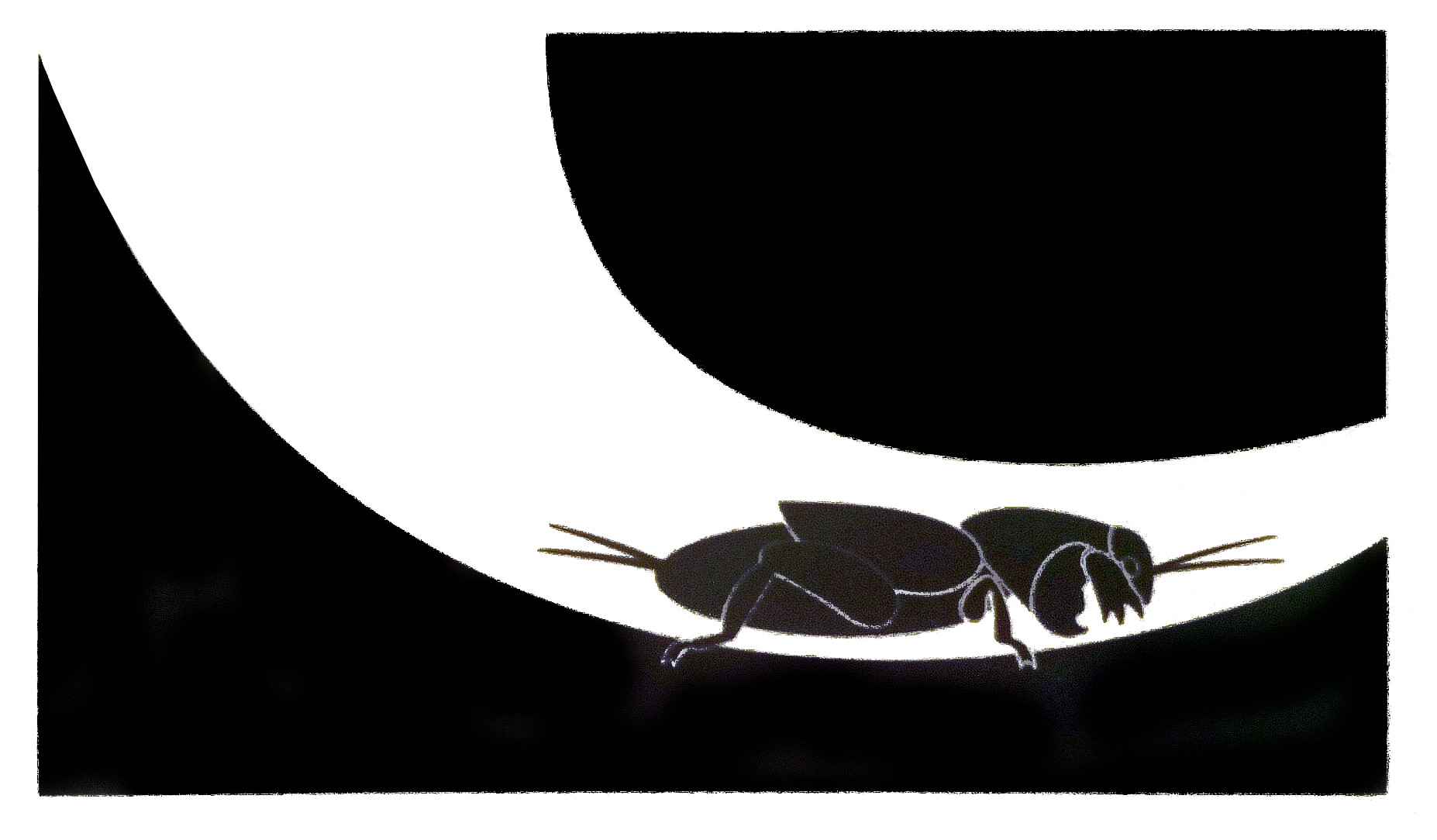
La courtilière creuse l'entrée de son terrier souterrain en forme de cône exponentiel ce qui lui donne l'effet d'un mégaphone.

La courtilière creuse l'entrée de son terrier souterrain en forme de cône exponentiel ce qui lui donne l'effet d'un mégaphone. Il est ainsi possible d'entendre une courtilière chanter de son terrier à plus de 600 mètres de distance.

## Régime alimentaire
La courtilière est omnivore, elle se nourrit de larves, de vers, de racines et d'herbes.

## Répartition et habitat
Elle se rencontre en Europe, Afrique du Nord, aux Caraïbes, Amérique du Sud, en Asie occidentale et en Océanie.
D'un point de vue global, la courtilière est en régression. Elle est même devenue rare voire absente de certaines régions principalement à cause de la perte et de la pollution des zones humides qui constituent un habitat clé pour un grand nombre d'espèces dont la courtilière.
La courtilière s'est raréfiée dans les jardins de nombreuses régions.
Au Royaume-Uni, cette espèce est considérée comme étant en voie de disparition. Quatre observations seulement ont été confirmées entre 1970 et 2001.
On la rencontrait habituellement dans 33 comtés, principalement dans le sud de l'Angleterre, mais aussi dans le sud du Pays de Galles, l'Ouest de l'Écosse ainsi qu'en Irlande du Nord. Son aire de répartition s'est contractée essentiellement au Dorset, Hampshire et Surrey, l'espèce est considérée comme menacée d'extinction au Royaume-Uni. Un plan d'action a été lancé (dans le cadre du United Kingdom Biodiversity Action Plan - plan d'action pour la biodiversité au Royaume-Uni) pour maintenir les colonies survivantes, conduire un programme de reproduction en captivité et établir des colonies autonomes dans toute son aire de répartition.
En 2014, on a retrouvé une colonie de courtilières survivantes dans le parc national New Forest (Hampshire).
En France, l'espèce n'est pas considérée comme menacée en général (priorité 4, espèce non menacée en l'état actuel des connaissances), mais à surveiller dans certains domaines biogéographiques : classée en priorité 2 (espèce fortement menacée d'extinction) dans le domaine némoral et priorité 3 (espèce menacée, à surveiller) dans les domaines subméditerranéen aquitain et méditerranéen.

## Prédateurs naturels
Les prédateurs communs des courtilières se trouvent parmi les oiseaux, rats, renards, chats, ainsi que Larra anathema (Hyménoptère Crabronidae).
En Asie, elles sont parfois utilisées frites comme nourriture (voir entomophagie), et sont plutôt considérées comme délicieuses.
Aux États-Unis, un programme de lutte biologique avec des nématodes entomopathogènes a été développé pour lutter contre les courtilières qui peuvent endommager les cultures et les pelouses.

## Systématique
- Près d'un siècle avant la rédaction de l'Histoire des Plantes de Théophraste, le poète comique grec Strattis[9] parle déjà des courtilières, de prasocourides, à propos des laitues et des dégâts commis dans les jardins potagers. Connue des Grecs depuis l'Antiquité, même si personne n'a jusqu'à ce jour pu définir ce que Théophraste puis Aristote appellent Prasokouris Πρασoκουρίς[10]. Le botaniste Jacques Daléchamps les a sans aucun doute reconnues dans ce mot[11]. Toutefois, le mot prasokouris pourrait désigner d'autres insectes, peut-être des chenilles appartenant à plusieurs espèces.
- L'espèce Gryllotalpa gryllotalpa a été décrite par le naturaliste suédois Carl von Linné en 1758[12].

### Synonymie
- Gryllus gryllotalpa Linnaeus, 1758 Protonyme
- Gryllotalpa vulgaris Latreille, 1804
- Gryllus talpa Olivier, 1791

### Noms vernaculaires
- Courtilière
- Taupe-grillon
- Serpillière[13].